# (25750) Miwnay
(25750) Miwnay est un astéroïde de la ceinture principale.

## Description
(25750) Miwnay est un astéroïde de la ceinture principale. Il fut découvert le 28 janvier 2000 à Rock Finder par William Kwong Yu Yeung. Il présente une orbite caractérisée par un demi-grand axe de 2,99 UA, une excentricité de 0,16 et une inclinaison de 10,5° par rapport à l'écliptique.

## Compléments